# Erebiomima luteisquama
Erebiomima luteisquama là một loài ruồi trong họ Tachinidae.